# Kolem Flander 2016
100. ročník jednodenního cyklistického závodu Kolem Flander se konal 3. dubna 2016 v Belgii. Závod dlouhý 255 km vyhrál Slovák Peter Sagan z týmu Tinkoff. Na druhém a třetím místě se umístili Švýcar Fabian Cancellara (Trek–Segafredo) a Belgičan Sep Vanmarcke (LottoNL–Jumbo).
Rozhodující únik dne se utvořil 30 km před cílem. Dostal se do něj Michał Kwiatkowski (Team Sky), Peter Sagan (Tinkoff) a Sep Vanmarcke (LottoNL–Jumbo). Při posledním výjezdu na Oude Kwaremont Kwiatkowski odpadnul a na Paterbergu, jenž následoval krátce poté, Sagan odpáral Vanmarckeho a zahájil sólo jízdu pro vítězství. Vanmarcke se spojil s Cancellarou ve snaze ho dohnat, ale Sagan byl schopen do cíle dojet osamocen. Cancellara nakonec získal druhé místo a Vanmarcke třetí, oba se ztrátou více než 20 sekund na vítěze.

## Týmy
Závodu se zúčastnilo celkem 25 týmů, včetně 18 UCI WorldTeamů a 7 UCI Professional Continental týmů. Každý tým přijel s osmi jezdci, na start se tedy celkem postavilo 200 jezdců. Do cíle v Oudenaarde dojelo 118 jezdců.
UCI WorldTeamy
- AG2R La Mondiale
- Astana
- BMC Racing Team
- Cannondale
- Etixx–Quick-Step
- FDJ
- IAM Cycling
- Lampre–Merida
- LottoNL–Jumbo
- Lotto–Soudal
- Movistar Team
- Orica–GreenEDGE
- Team Dimension Data
- Team Giant–Alpecin
- Team Katusha–Alpecin
- Team Sky
- Tinkoff
- Trek–Segafredo

UCI Professional Continental týmy
- Bora–Argon 18
- CCC–Sprandi–Polkowice
- Direct Énergie
- Roompot–Oranje Peloton
- Topsport Vlaanderen–Baloise
- Wanty–Groupe Gobert
- Southeast–Venezuela

## Výsledky
| Pořadí | Jezdec                   | Tým                 | Čas        |
| ------ | ------------------------ | ------------------- | ---------- |
| 1      | Peter Sagan (SVK)        | Tinkoff             | 6h 10' 37" |
| 2      | Fabian Cancellara (SUI)  | Trek–Segafredo      | + 25"      |
| 3      | Sep Vanmarcke (BEL)      | LottoNL–Jumbo       | + 28"      |
| 4      | Alexander Kristoff (NOR) | Team Katusha        | + 49"      |
| 5      | Luke Rowe (GBR)          | Team Sky            | + 49"      |
| 6      | Dylan van Baarle (NED)   | Cannondale          | + 49"      |
| 7      | Imanol Erviti (ESP)      | Movistar Team       | + 49"      |
| 8      | Zdeněk Štybar (CZE)      | Etixx–Quick-Step    | + 49"      |
| 9      | Dimitri Claeys (BEL)     | Wanty–Groupe Gobert | + 49"      |
| 10     | Niki Terpstra (NED)      | Etixx–Quick-Step    | + 49"      |